# 香港動植物公園

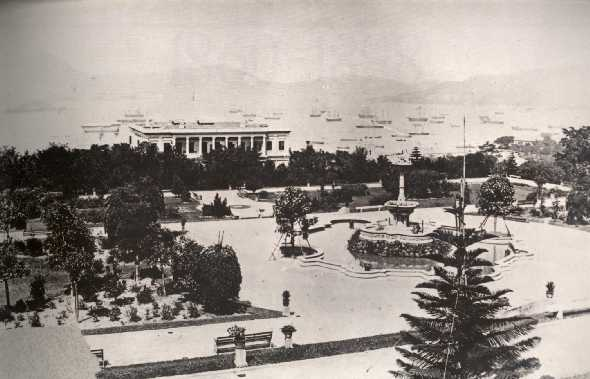
1864年的維多利亞港

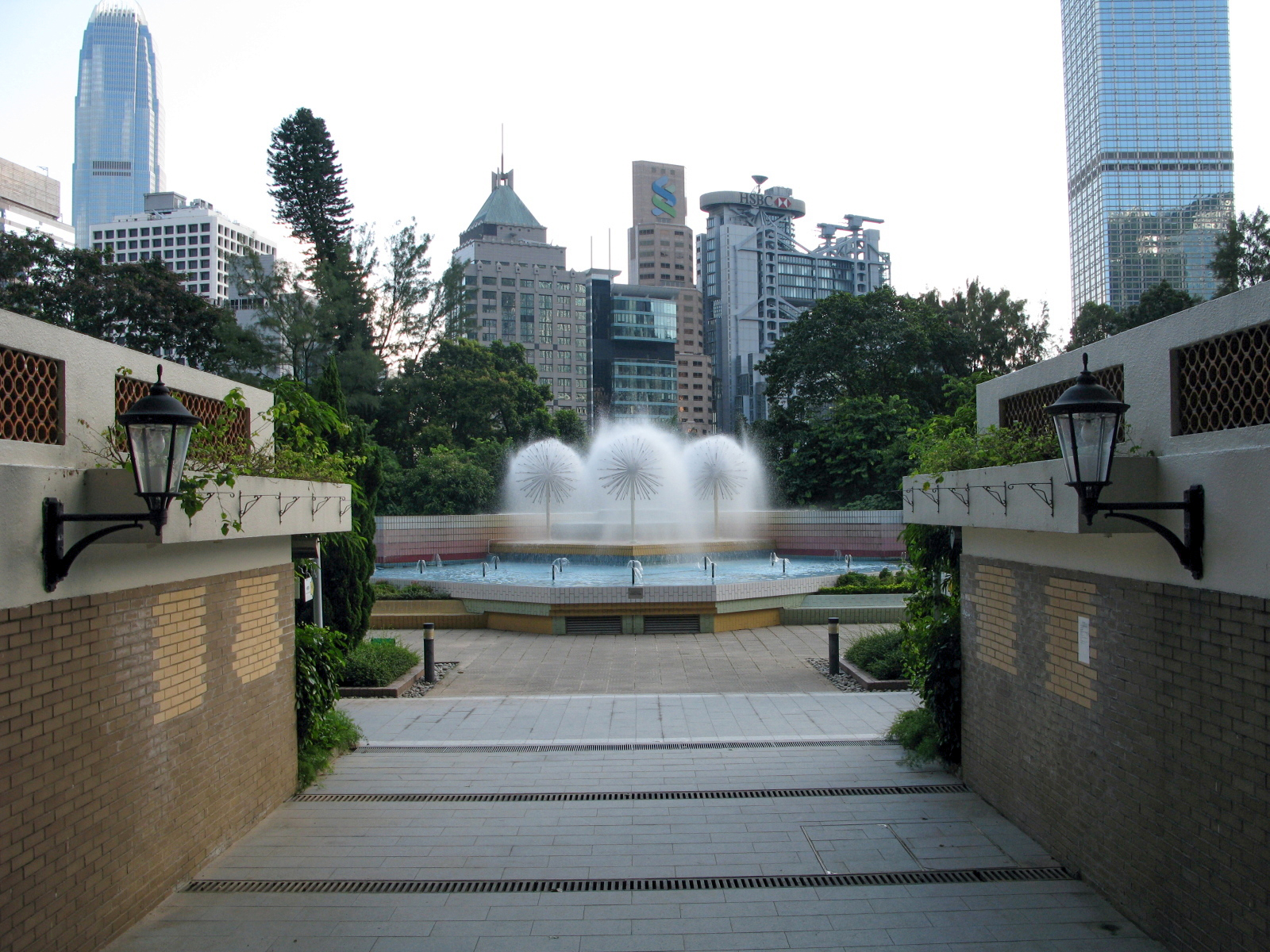
2009年翻新前的噴水池平台花園

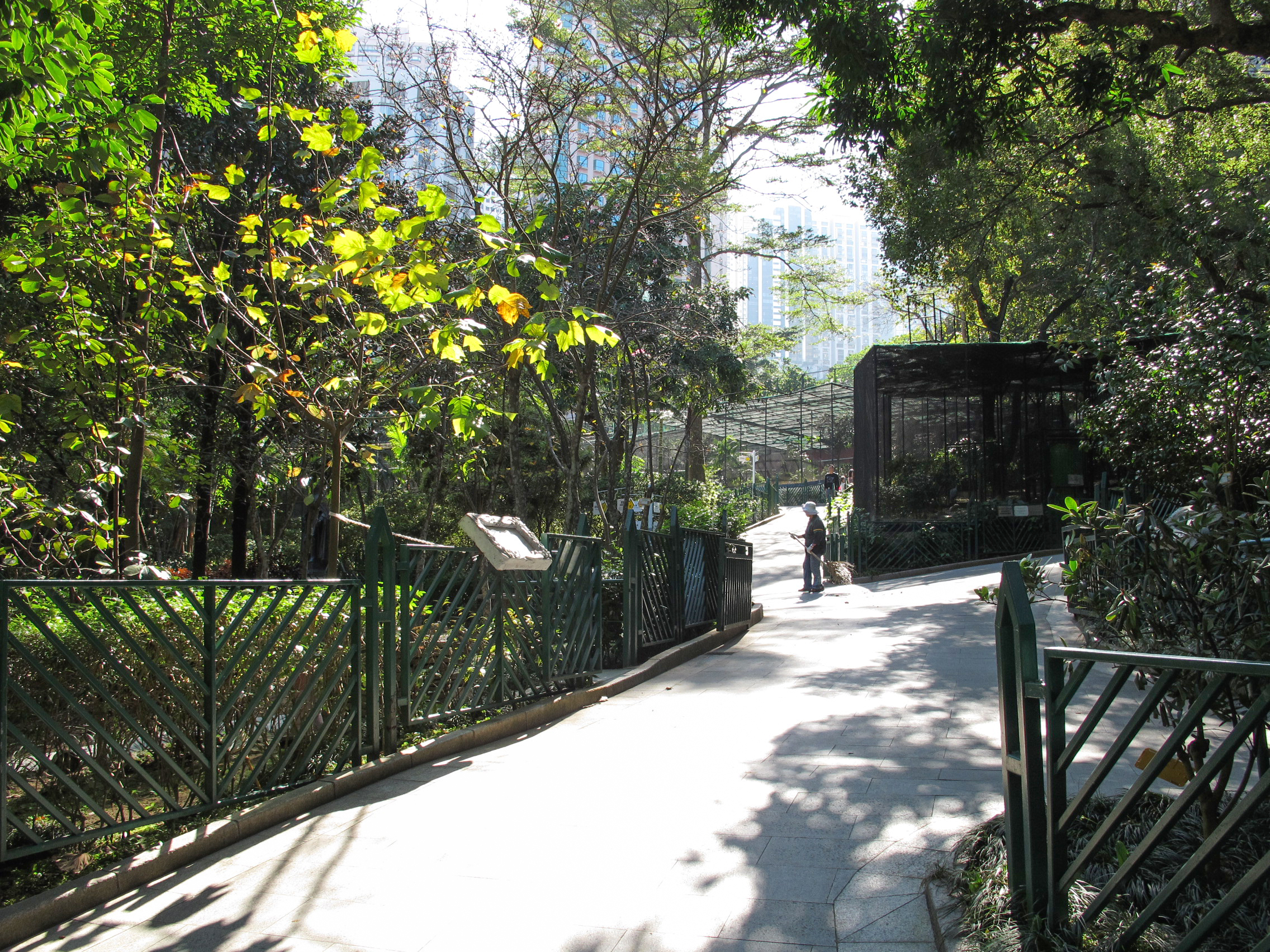
雀籠

香港動植物公園（英語：Hong Kong Zoological and Botanical Gardens），簡稱「動植物公園」，俗稱「兵頭花園」，是香港最早建立的公園，位於香港島中環雅賓利道，並被羅便臣道、己連拿利、上亞厘畢道及花園道等道路環繞，1860年動工興建，1864年局部開放，1871年全面落成。公園早期以植物為主，故名為植物公園，其後園中飼養的動物日增，便於1975年改名為香港動植物公園。佔地5.6公頃，公園的正門設在雅賓利道。香港動植物公園鄰近香港公園，同樣為香港旅遊景點之一。

## 歷史
香港動植物公園佔地5.6公頃，是香港最早建立的公園，於1871年建成，當時名為「植物公園」（Botanic Garden），直至1975年才正式易名為「香港動植物公園」。
興建香港植物公園的構想在早在1848年時，便由時任港府翻譯官郭士立於皇家亞洲學會的一個集會上提出，並獲得支持，惟最後因政府財政緊絀而被時任港督般咸押後。最終其建築工程於1860年展開，並於1864年於港督羅便臣主持開幕後開放給市民使用。查理斯·福特（Charles Ford）在1871年獲委任為公園首位園林監督（Superintendent of Gardens）。因園址在1841年至1842年曾用作總督官邸，由於香港總督身兼香港三軍總司令，名義上是香港軍隊的首長，該領導位置被俗稱為軍隊的「阿頭」，故此不少人至今仍稱動植物公園為「兵頭花園」。
當時公園佈局可分爲下中上3層，建於山上。中層有大噴水池，當時稱作水景，於公園屢次重建時，均會於原地再建水景。於19世紀時，有不少西人兒童、僕婢於公園遊玩，公園於黃昏時更有西樂演奏。而中層則飼養雀鳥以及建有果園。港督堅尼地卸任後的1883年，公園於上層豎立了堅尼地的銅像，立像紀念堅尼地促成公園全面開放，並用作紀念堅尼地對香港的貢獻。於1890年，公園職員人工支出為港幣8,075元6毫9仙。
嘉頓有限公司創辦人於香港動植物公園討論，產生創辦公司的念頭；並因此以及其粵語譯音「嘉頓」命名。公園曾於1931年到1933年期間暫停開放，以便於公園底下興建水庫。
早期的「植物公園」扮演著將西方人從中國採集的未知植物物種出口到邱園以及其他西方植物園的中轉站，同時亦對在香港島的植林有著重要的影響。相對英國在其他海外屬地建立的植物園，香港動植物公園對植物研究的發展相對緩慢，直到1872年，福特建議在植物公園設立植物標本室，而最終香港植物標本室於1878年在香港動植物公園內建立，直至1940年才因日本佔領香港暫時遷往新加坡植物園（星加坡植物園），而公園在日佔時期被易名為「大正公園」，更於1942年後期封閉公園以修建香港神社，堅尼地銅像與匯豐銀行一對銅獅子亦同被「獻銅運動」分子拆除運往日本準備作軍備原料，其中堅尼地銅像被熔掉。
1941年時香港政府原計劃為香港開埠百周年舉行慶典並於公園豎立英國君主的銅像作紀念，但因日軍日趨迫近而押後。直至戰後的1958年，才在原本安置堅尼地銅像的位置豎立英國時任國王佐治六世的銅像。
公園於1970年代於雅賓利道擴建香港動植物公園的第2期公園，並引入不少哺乳動物與爬蟲類作展示，故於1975年正式易名為香港動植物公園，而公園亦開始由單純飼養動物作展示用途轉為研究動物的繁殖技術，更成功繁殖多種瀕危鳥類（例如鳳冠孔雀雉）和靈長目動物（例如紅毛猩猩）。
過去亦有不少世界知名人士以野生動物基金會名義前往公園參觀，例如愛丁堡公爵菲臘親王（1983年）以及英國安妮公主（1988年）。

### 歷史建築
2021年3月11日，香港動植物公園多個建築已被古物古蹟辦事處評級。詳細資料如下：
| 名稱                       | 歷史評級 | 落成年份       | 補充資料                                                           |
| -------------------------- | -------- | -------------- | ------------------------------------------------------------------ |
| 前主要入口石柱及台階       | I        | 1861－1864年   | 位於上亞厘畢道入口，園內現存歷史最悠久的構築物之一。               |
| 華人紀念碑                 | I        | 1928年         | 香港現存歷史最悠久的華人紀念碑，以紀念兩次世界大戰中的華人殉難者。 |
| 前演奏台                   | I        | 1866年         | 呈八角形設計，初時用作軍樂團演奏的地方，現時作涼亭之用。           |
| 花園道閘門門柱             | II       | 1867年         | 位於花園道入口，以花崗石製的閘門柱。                               |
| 動植物公園食水配水庫隧道口 | III      | 1931－1933年間 | 位於面向上亞厘畢道的山坡上，以水泥建造的配水庫入口。               |
| 通往噴水池平台台階         | III      | 1931－1933年間 | 以花崗石製造，為配合配水庫及現時噴水池的平台位置而興建的台階。     |

## 图片

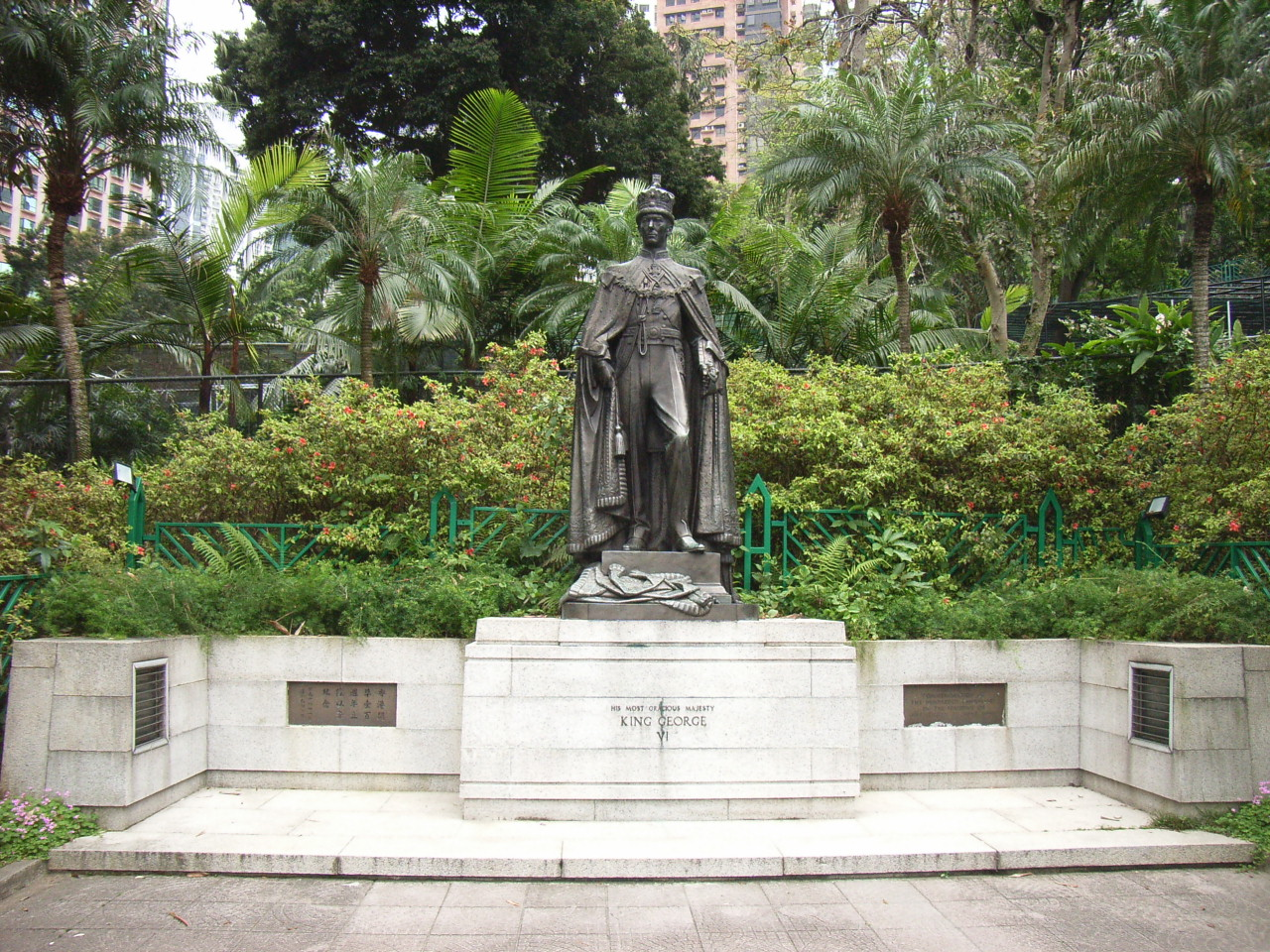
紀念香港開埠百年而豎立的英國君主佐治六世之銅像
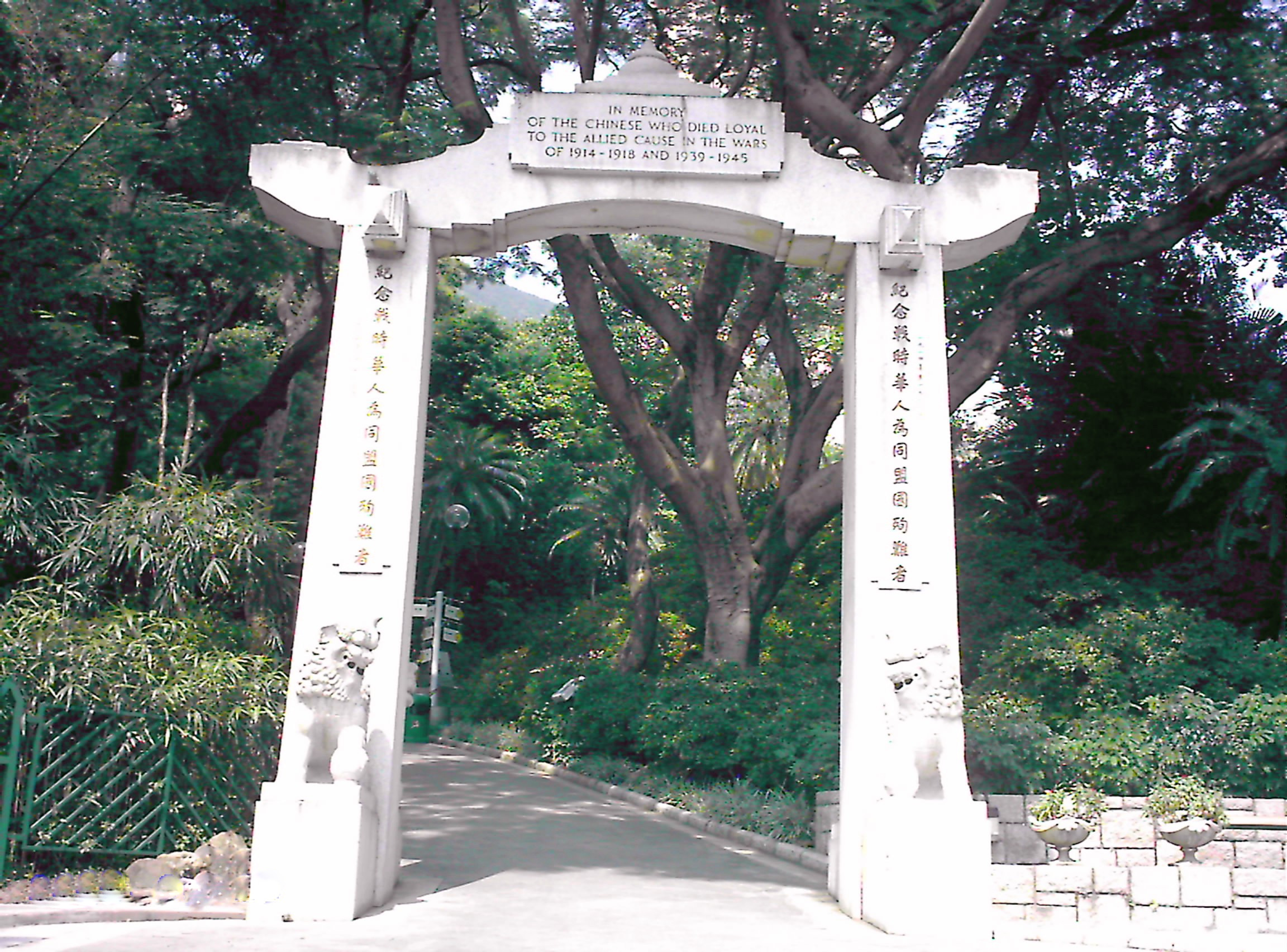
「紀念戰時華人為同盟國殉難者」牌坊
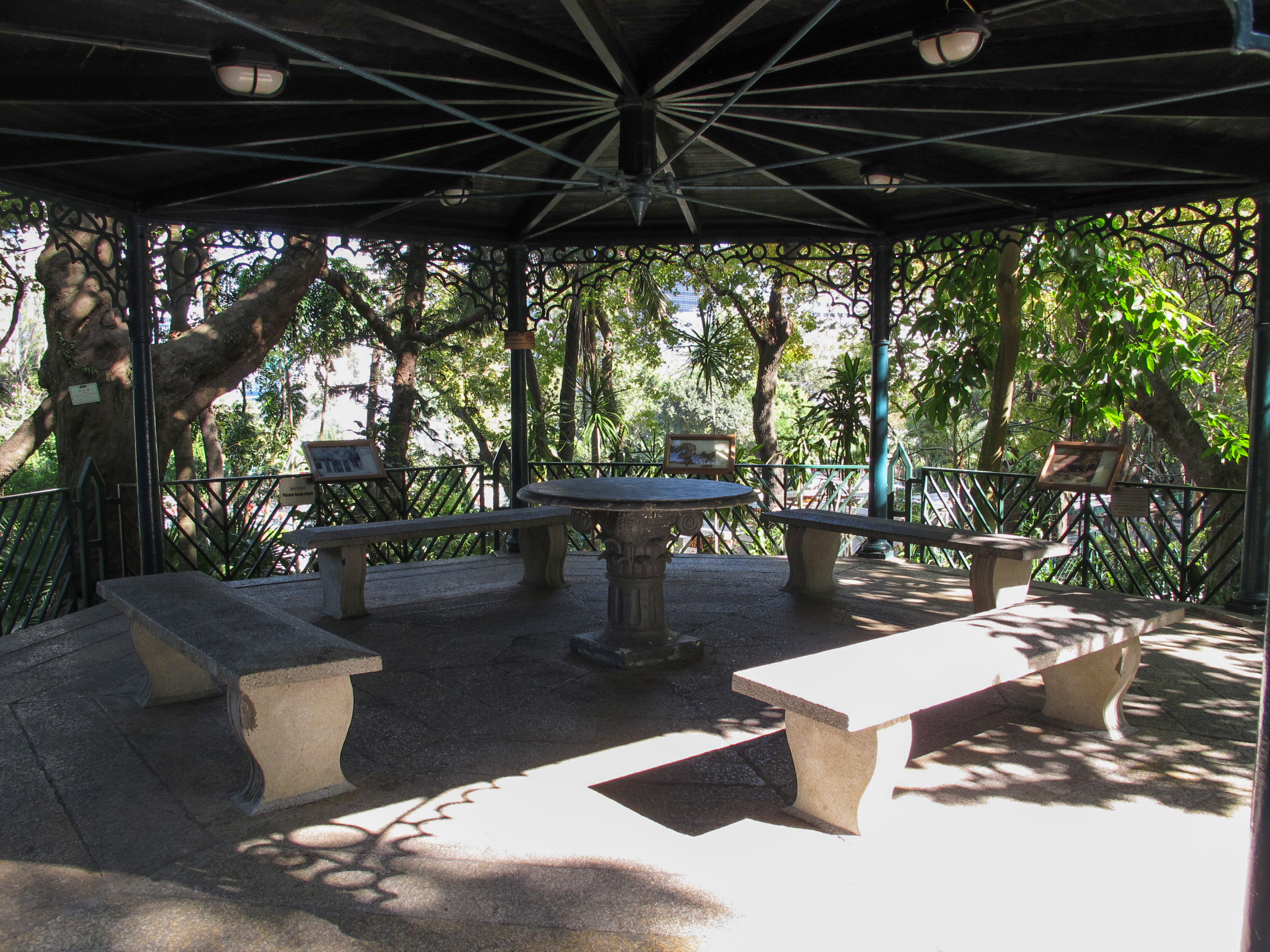
保留至今多年的涼亭
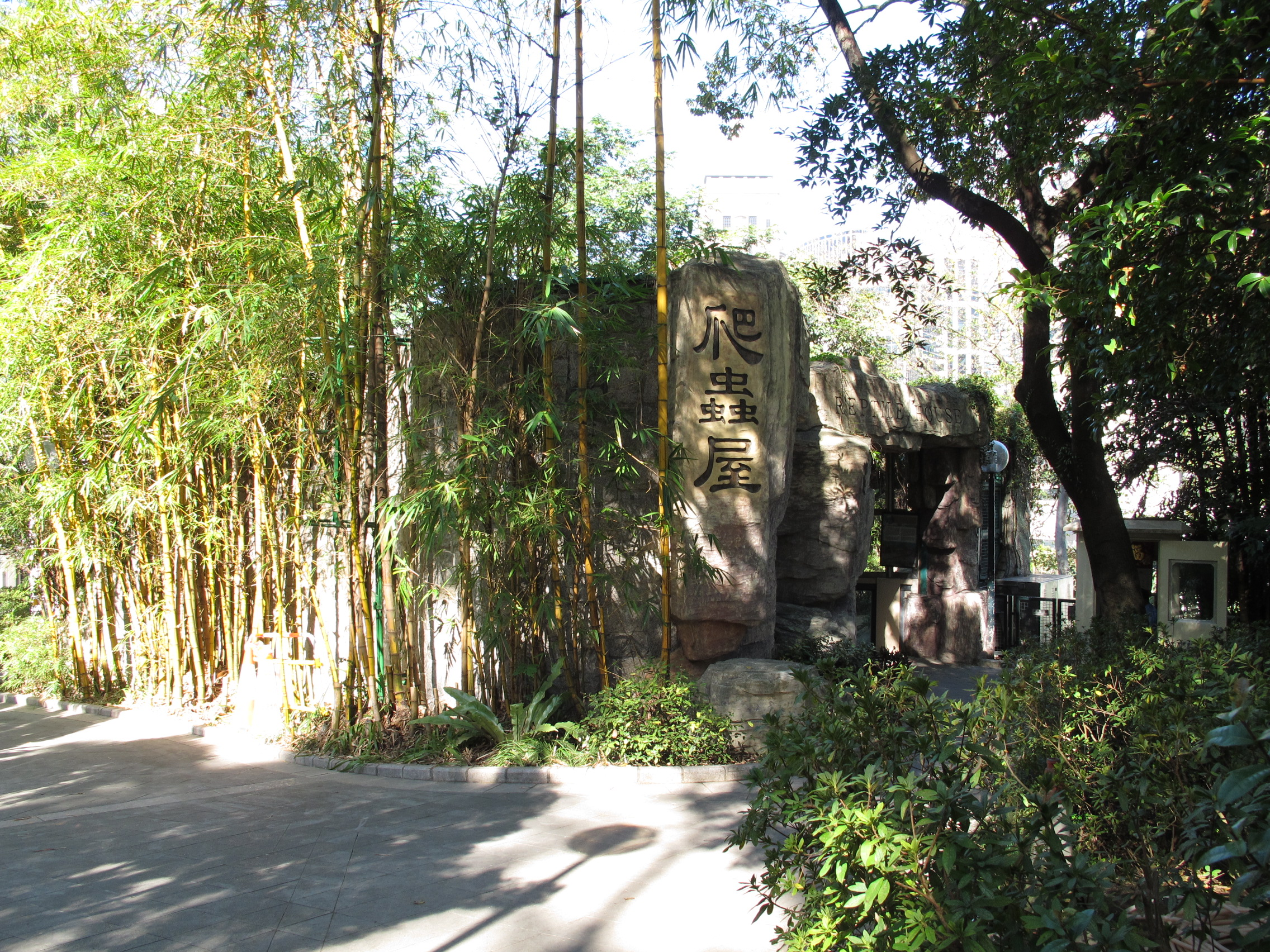
昔日的爬蟲屋，現已改建為「狐獴之家」
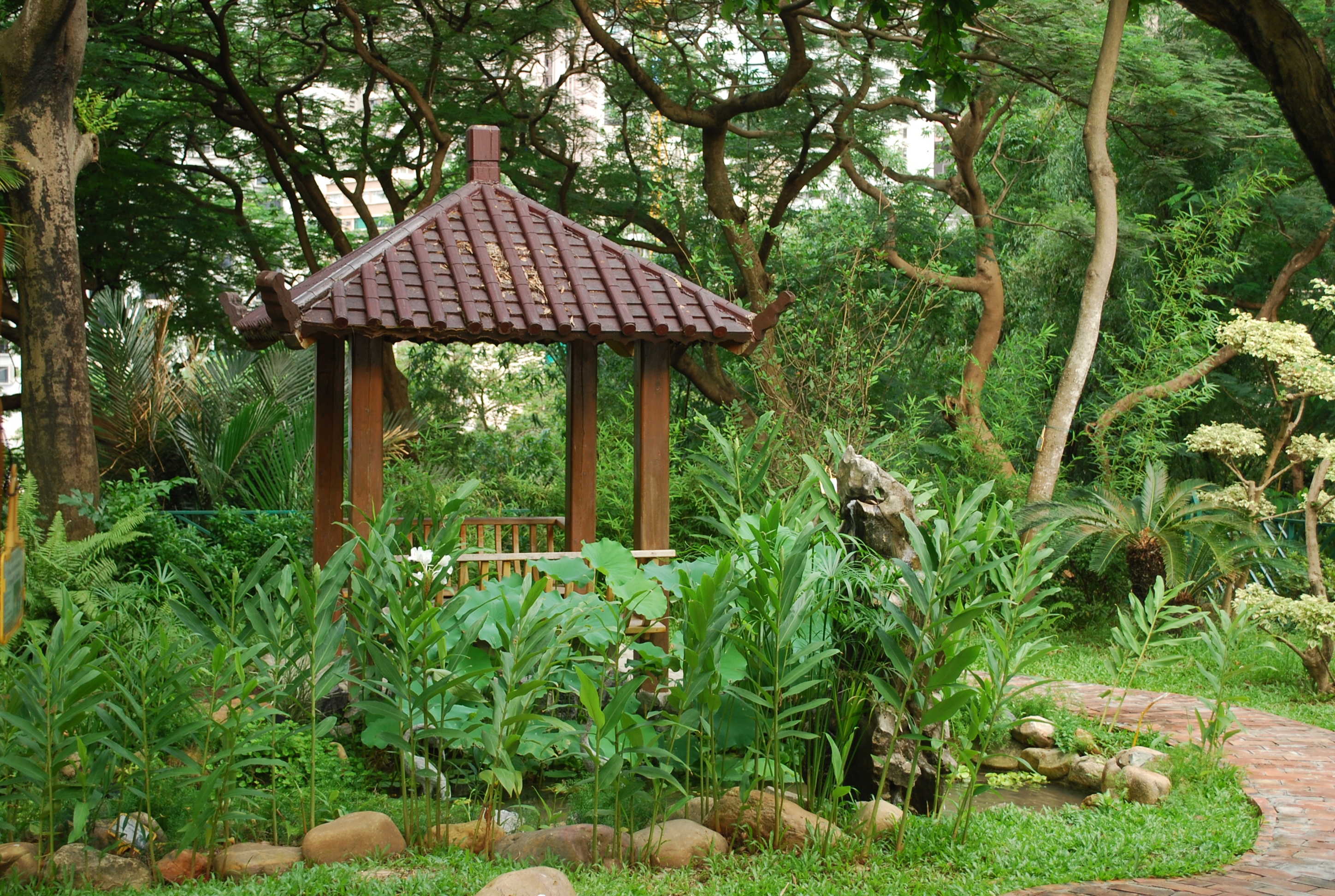
園中其中一角以中式園藝為題
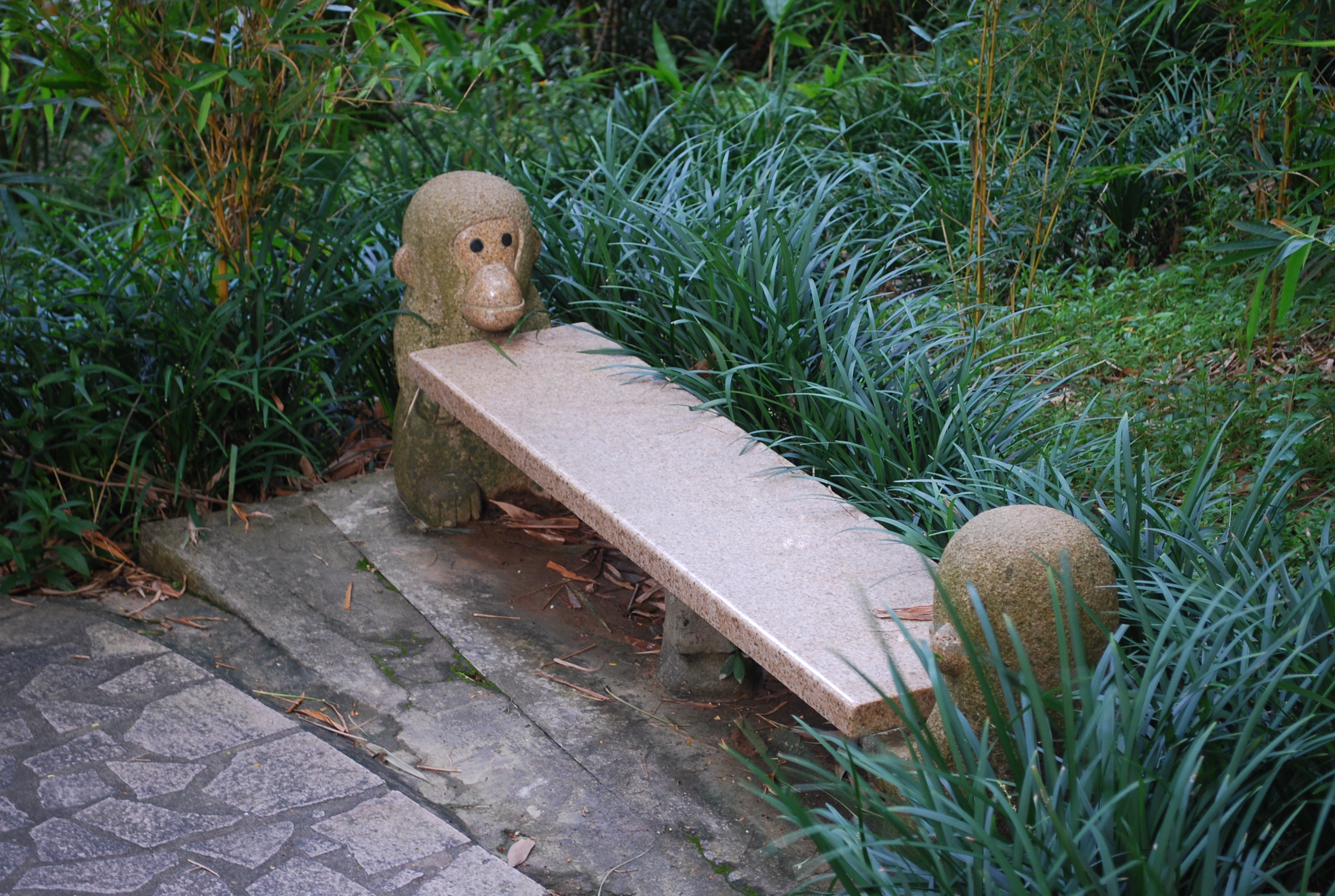
園中其中一張長凳以猴子為題設計
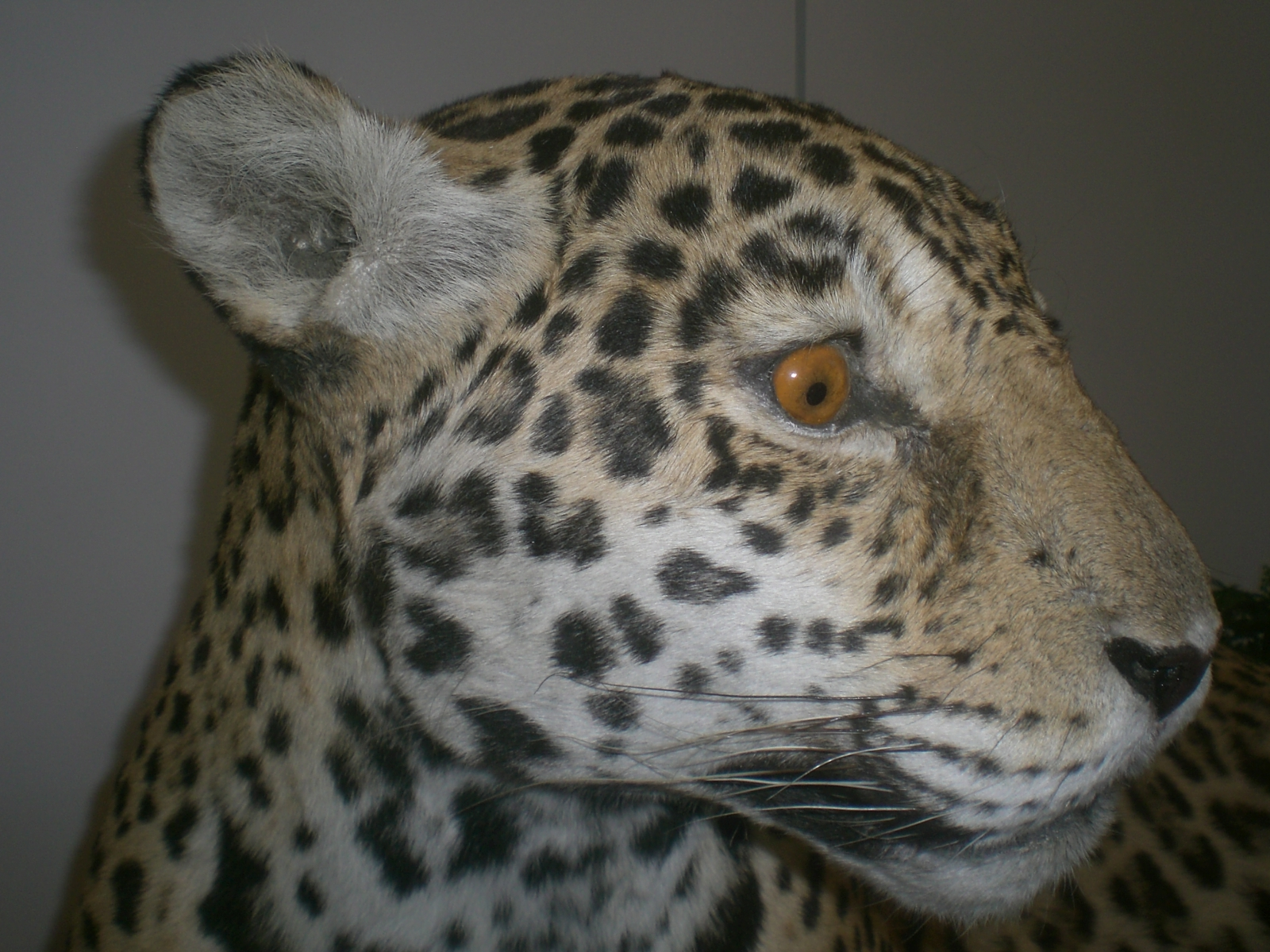
美洲豹「小花」的標本

## 地理環境

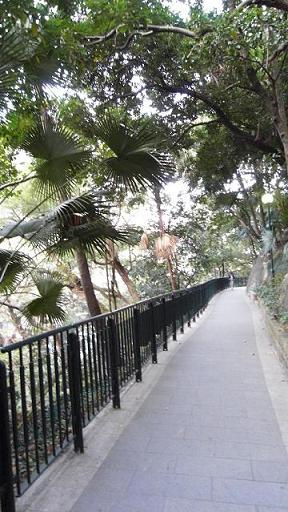
從己連拿利進入香港動植物公園後之小徑

香港動植物公園地處太平山的北面山坡，最高處海拔100米，而最低處則為海拔62米。整個公園被花園道、羅便臣道、己連拿利及上亞畢道環繞。其中雅賓利道更把公園分為東西兩個獨立部份，依靠行人隧道連接兩部分，公園的東面部份稱為「舊公園」，設有兒童遊樂場、鳥舍、溫室及噴水池平台花園；西面部份是「新公園」，主要是哺乳類及爬行類動物的居所。

## 園內動物
香港動植物公園自1876年已開始飼養野生動物作展覽，用非常原始的建築物飼養少數雀鳥和哺乳類動物，純粹供遊人觀賞。在1970年代中期的展開大規模擴充後，公園更著重飼養繁殖技術，在園內推動各項活動包括：透過教育、保育、研究計劃和展覽，促進公眾對各種生物的認識和重視；及引領公眾欣賞各物種與自然共存之道。 
公園現時約有一半的地方撥作飼養動物之用，設置了大約40個籠舍，合共飼養了約400隻雀鳥、50頭哺乳類動物和20頭爬行類動物。

### 哺乳類

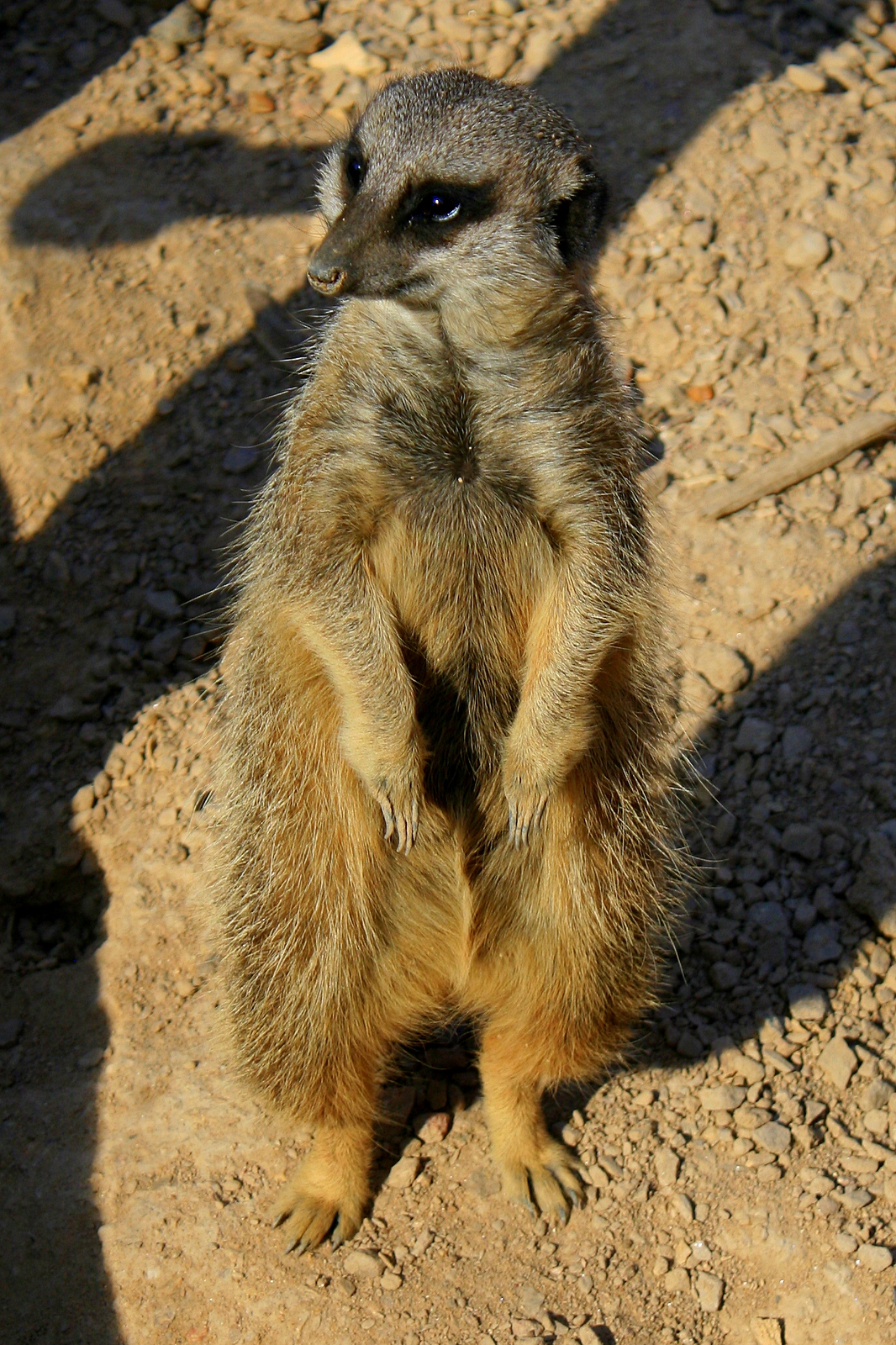
狐獴

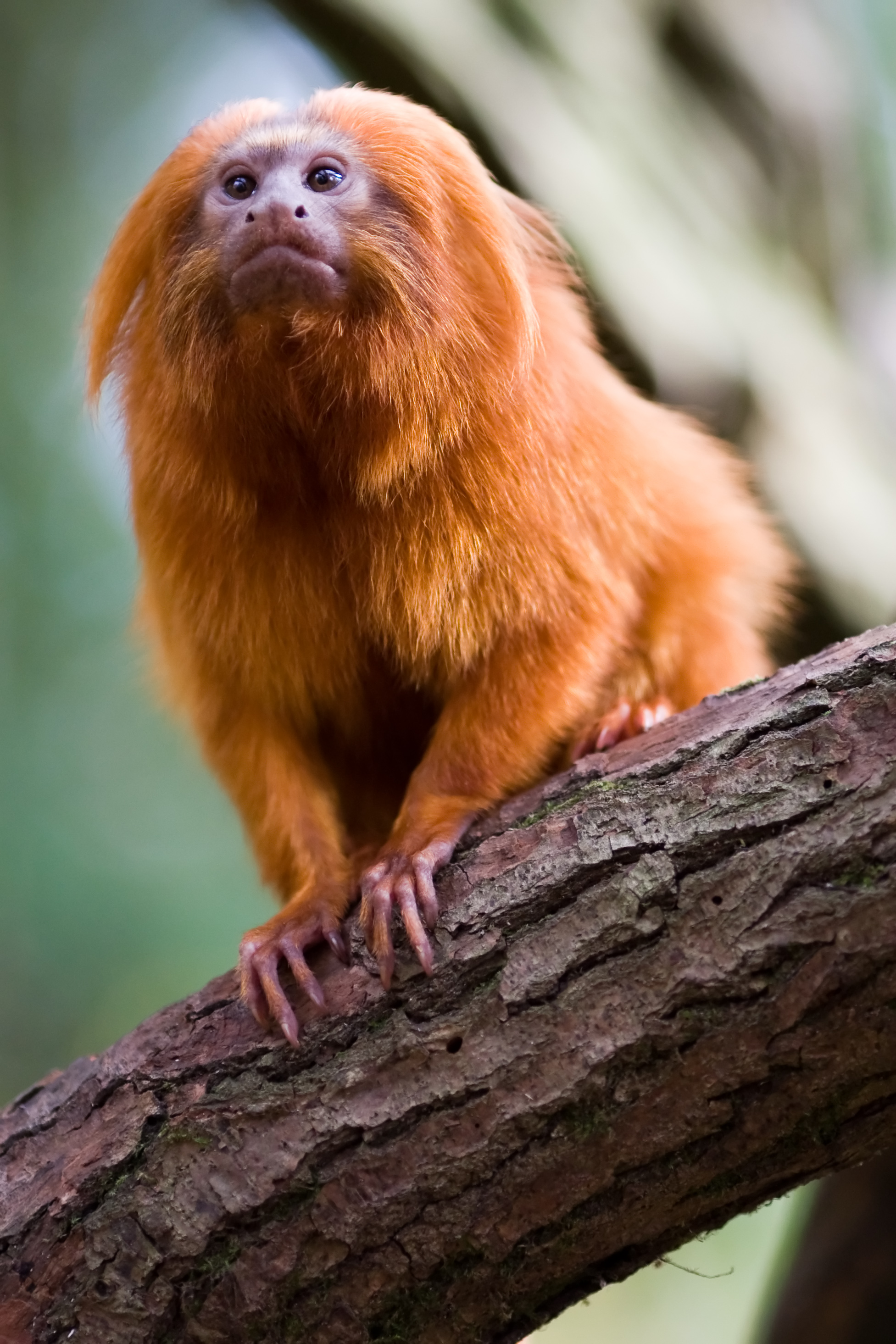
金獅面狨

陪伴香港市民近二十年的雌性美洲豹「小花」於2008年6月去世後，其標本於2009年3月在公園的教育及展覽中心內展出。
自婆羅洲猩猩王「達圖」病逝後，園方從匈牙利一所動物園引進一頭15歲的雄性婆羅洲猩猩，名為「Vandu」，與原有一對母女「瑪迪加」（Merdeka）和「華芭」（Raba）一同生活。
在2011年7月8日，婆羅洲猩猩 Vandu和 Raba榮升「猩爸」及「猩媽」，牠們的誕下一對可愛的猩猩幼兒，男的體重達2公斤，女的也有1.4公斤，健康情況理想。連同剛出生的龍鳳胎，園內共有五隻婆羅洲猩猩。這對小猩猩在2012年2月10日起與市民見面。這對龍鳳胎是父母自然交配繁殖出來，哥哥名為「雲雲」，妹妹名為「華華」。由於是第一胎，16歲的母親不懂照顧牠們，也不懂餵養，所以一直由動物園工作人員照顧。
2016年，康樂及文化事務署新設「狐獴之家」，住著兩隻雌性、分別為4歲及5歲的狐獴。
- 婆羅洲猩猩
- 紅頰黑猿
- 白臀長尾猴
- 皇狨猴
- 金獅面狨
- 狐獴
- 金頭獅狨猴
- 環尾狐猴
- 合趾猿
- 霍氏樹懶
- 白面僧面猴
- 領狐猴
- 絨頂檉柳猴
- 小爪水獺
- 紅頸袋鼠

2024年10月13日，有8隻猴子死亡包括1隻白臀長尾猴、1隻松鼠猴、3隻棉頂狨猴及3隻白面僧面猴。14日起暫停開放園內哺乳類動物區。10天內相繼共有12隻猴子死亡漁農自然護理署已進行動物屍體解剖化驗，以確定其死因。其後檢測後涉及類鼻疽菌感染有關。

### 鳥類
2018年3月，一隻年約三歲的瀕危黑臉琵鷺在南生圍由漁護處救起，並轉送到嘉道理農場暨植物園的野生動物拯救中心。牠非常瘦弱，右翼主掌骨折。由於傷勢嚴重，牠需要接受截肢手術。經過深切治療部急救及休養後，傷口復原進度十分理想。但這隻黑臉琵鷺無法再次飛行，不能在野外生存，最後安置到香港動植物公園與其他水鳥為伴。
- 美洲紅鸛
- 美洲紅䴉
- 丹頂鶴
- 長冠八哥
- 黃頸黑雁
- 笑翠鳥
- 藍蓑羽鶴
- 黑臉琵鷺
- 鳳冠孔雀雉
- 羅氏孔雀雉

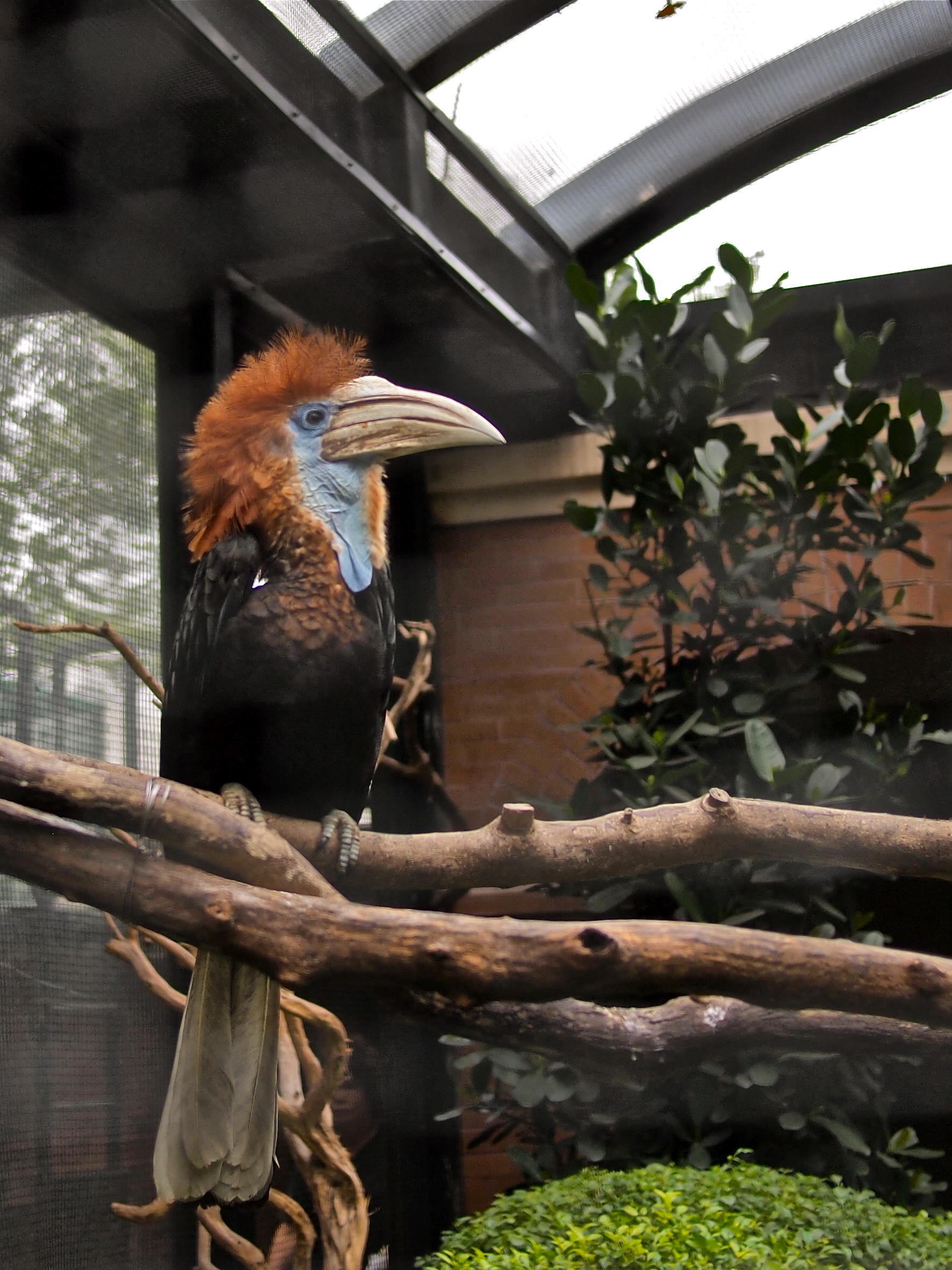
冠斑犀鳥[需要消歧义]
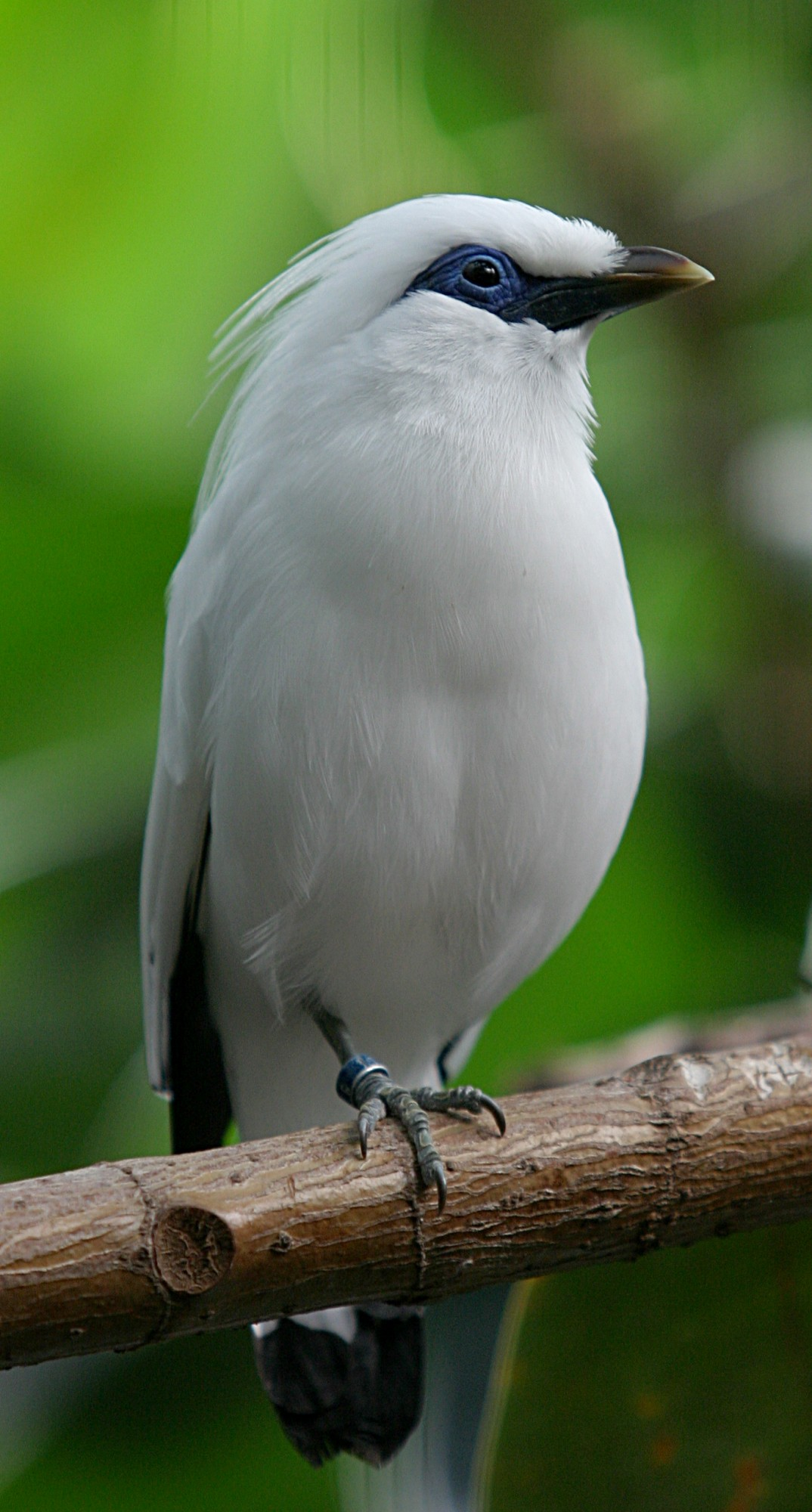
長冠八哥
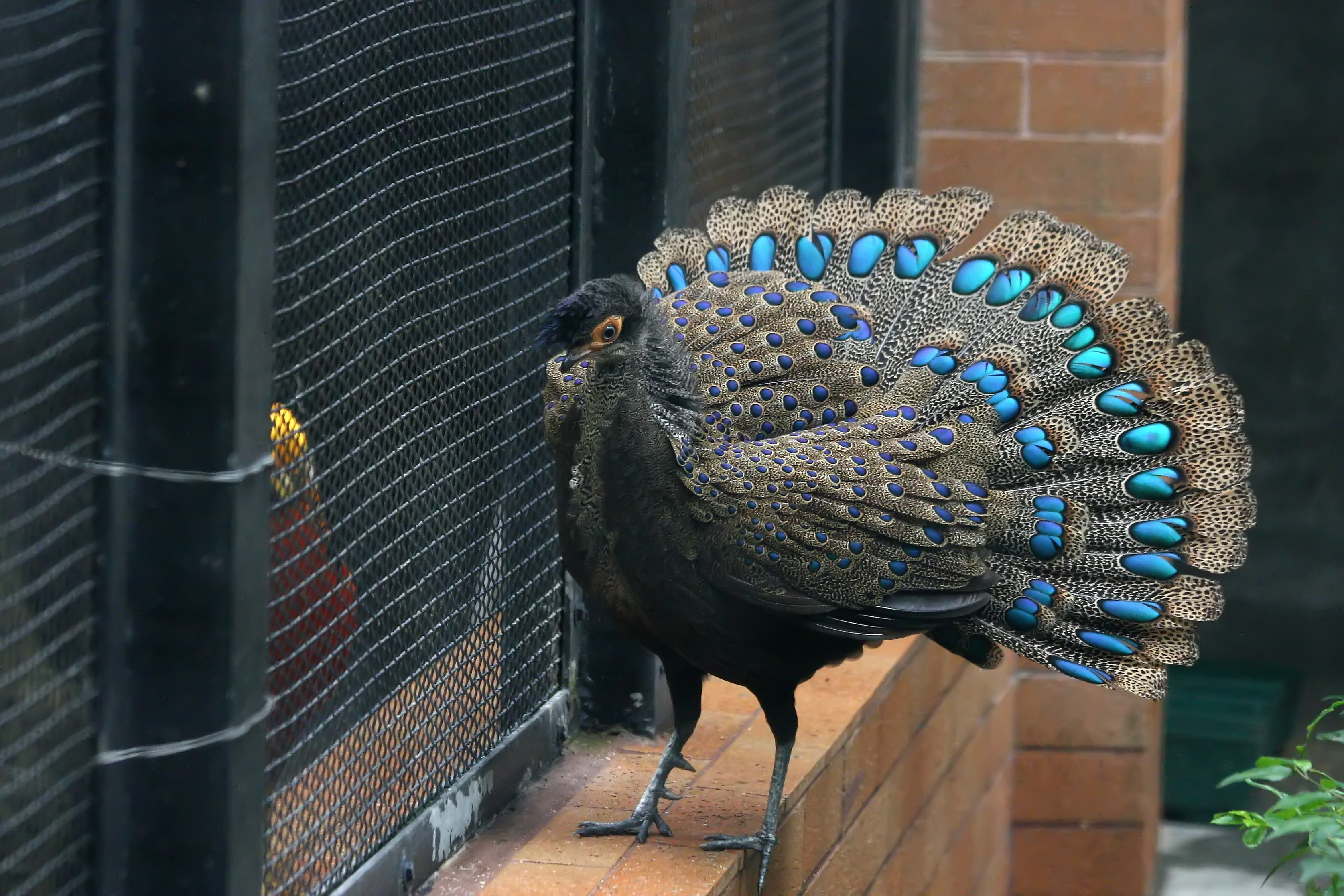
鳳冠孔雀雉
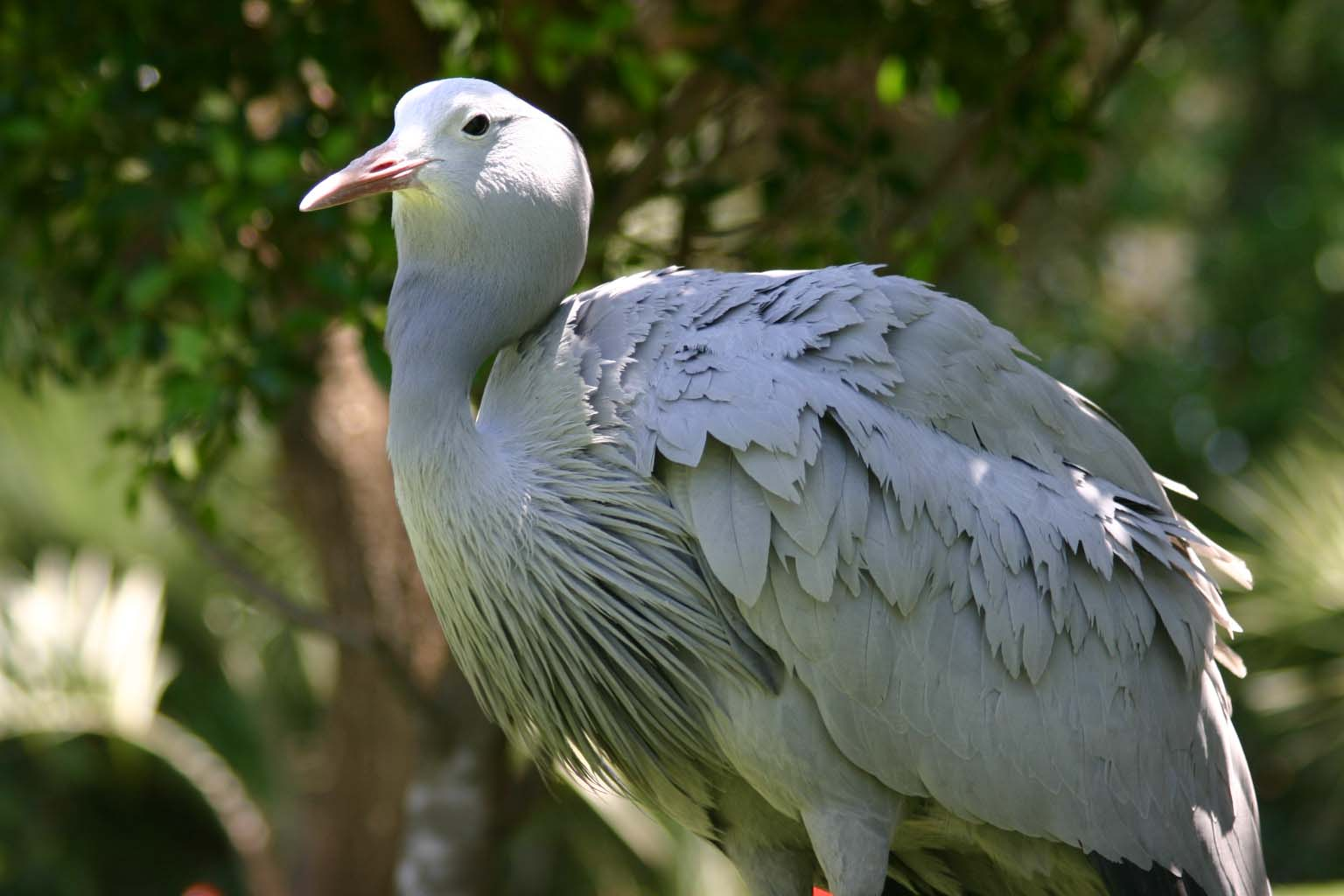
藍蓑羽鶴

- 藍黃金剛鸚鵡
- 維多利亞冠鳩
- 藍鳳冠鳩
- 紫胸鳳冠鳩
- 黃盔犀鳥

- 黃盔犀鳥
- 長冠八哥
- 鳳冠孔雀雉
- 藍蓑羽鶴

### 爬行類

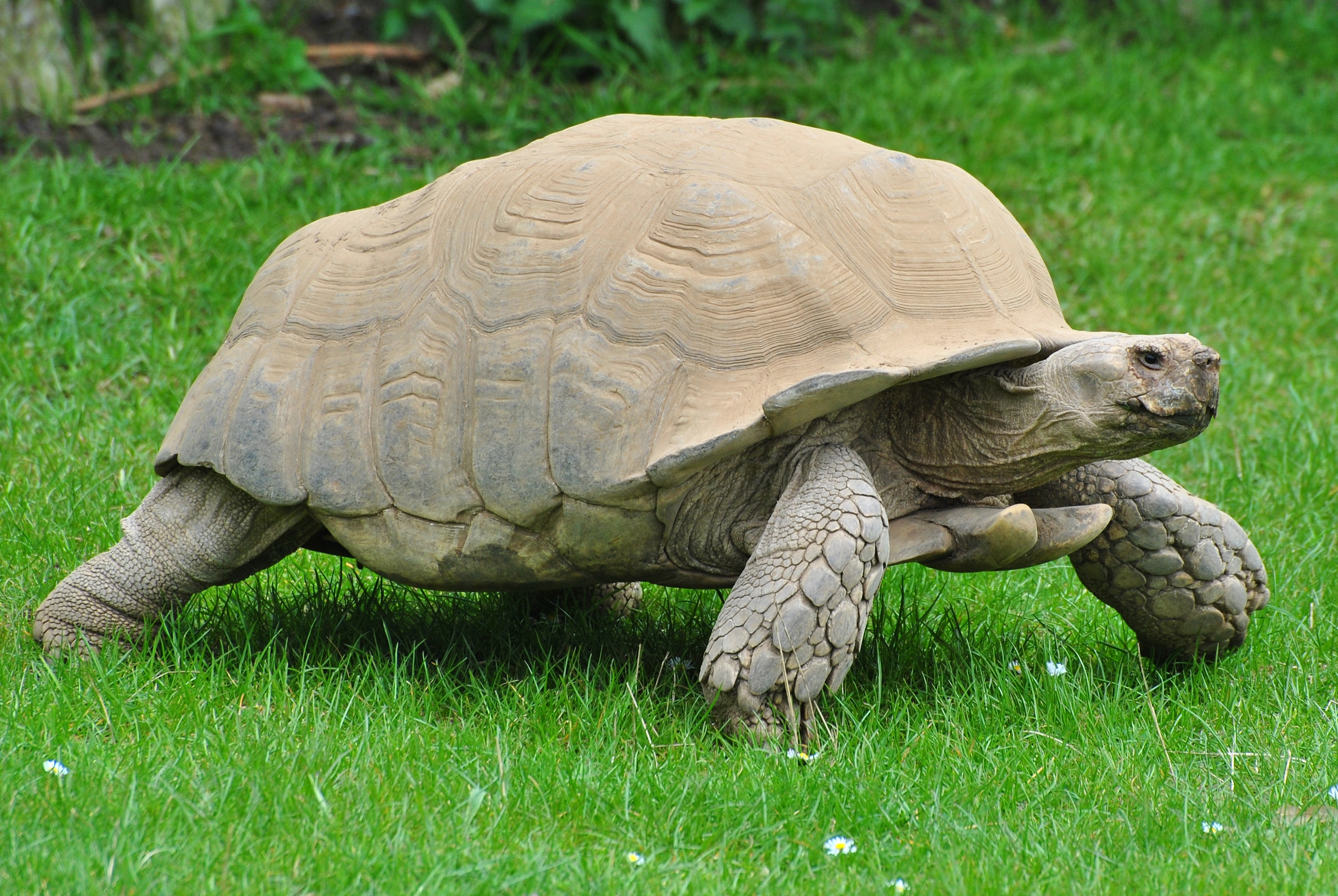
盾臂龜

- 希臘陸龜
- 射紋龜／輻射龜
- 盾臂龜
- 緬甸陸龜

## 園內植物

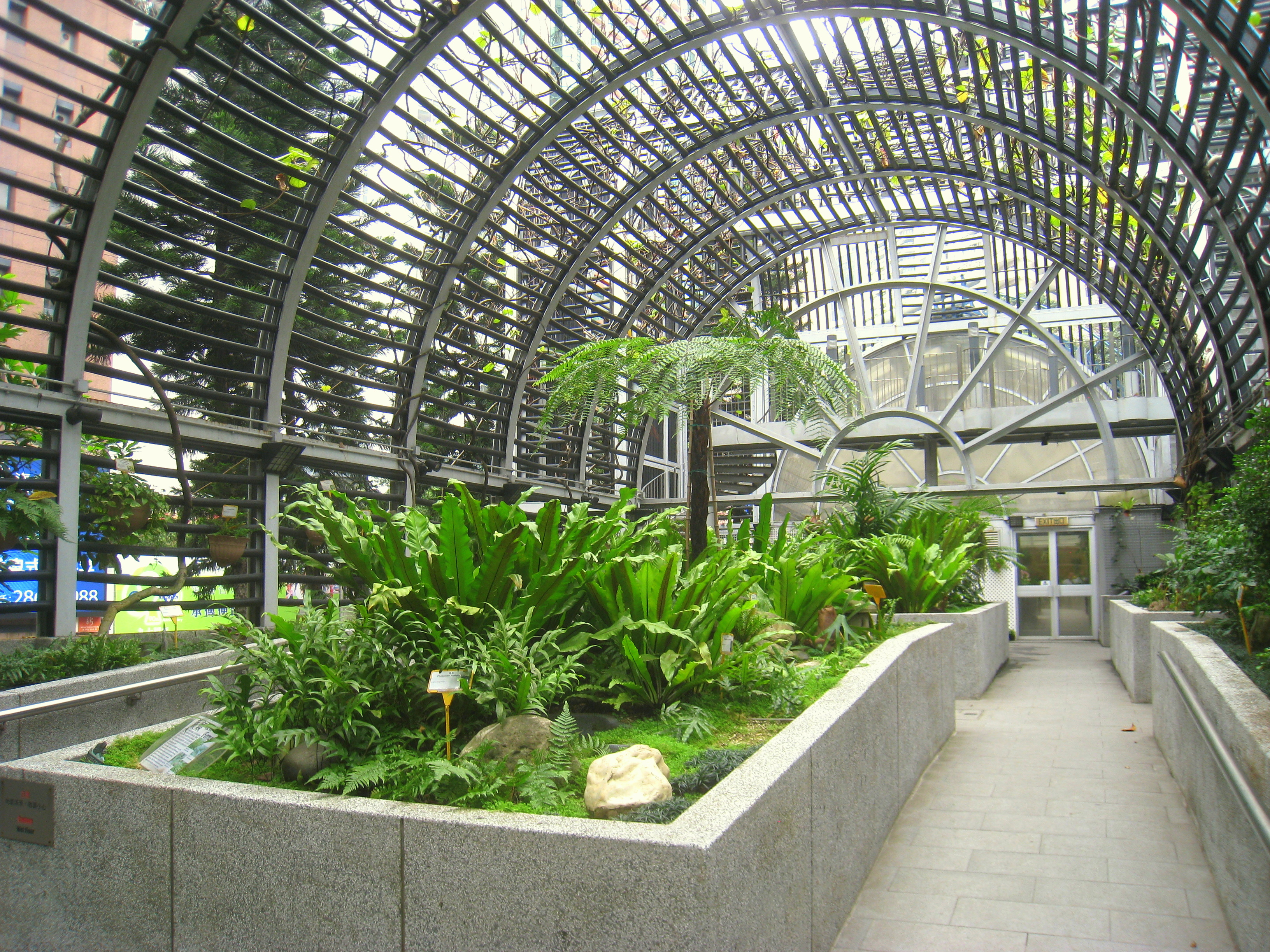
溫室

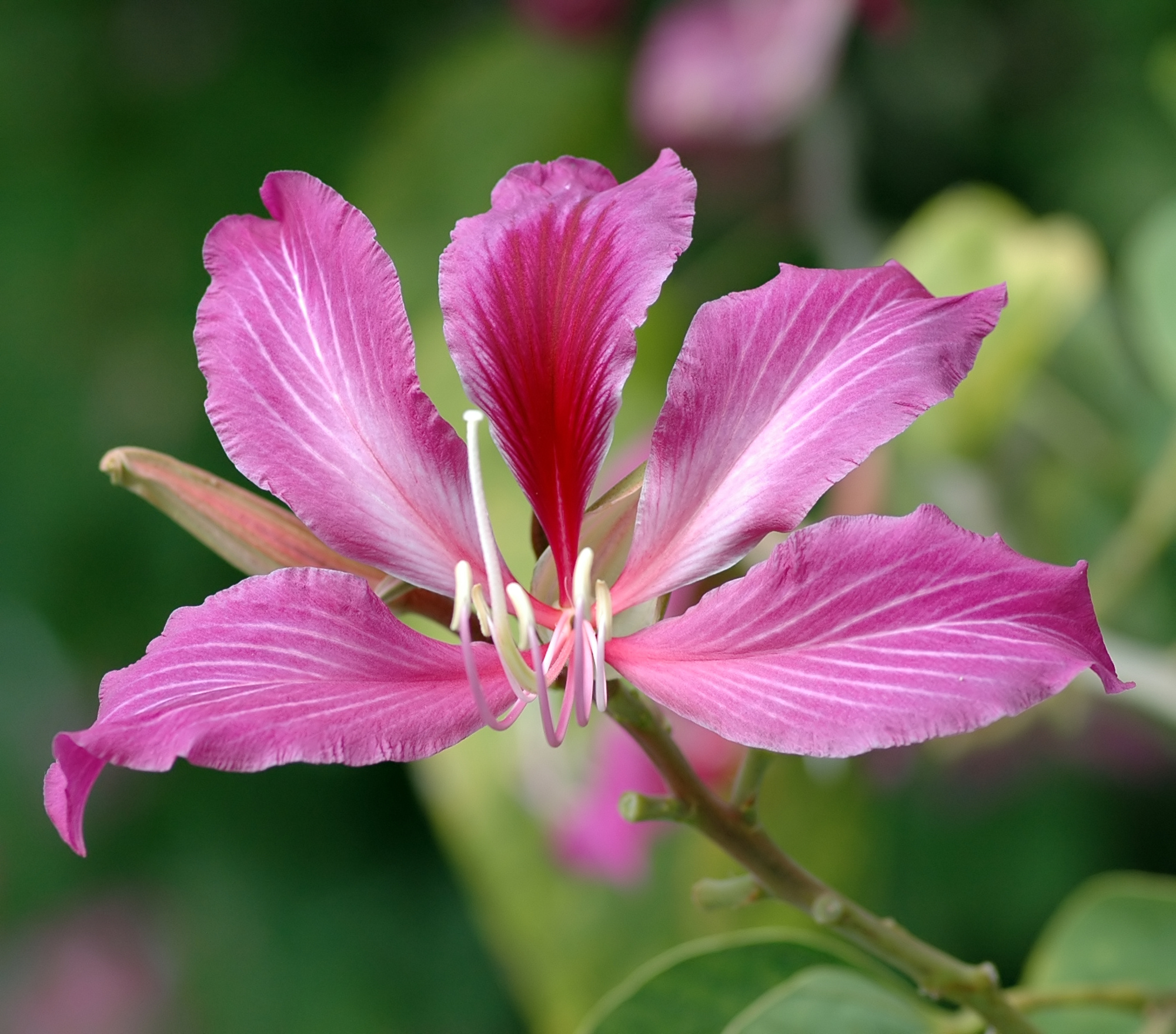
洋紫荊

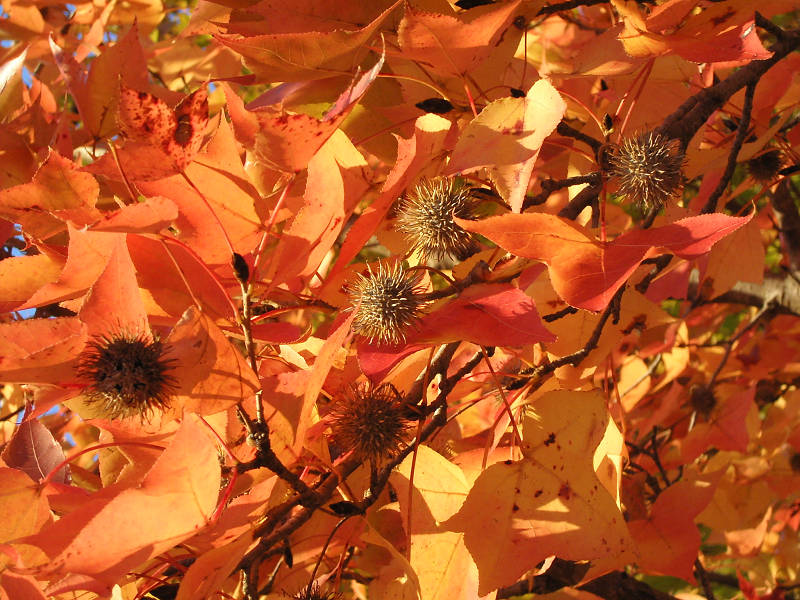
楓香

香港動植物公園種植1,000多種植物，大部份產自熱帶及亞熱帶地區，其中23棵樹被列入古樹名木冊。公園南部角落設有藥用植物園，而灌木植物則集中在噴水池平台花園。在公園東面邊緣的溫室種植了超過150多個本地及外來品種的植物，包括蘭花、蕨類植物、鳳梨科植物、攀緣植物和室內植物等。 
- 棕櫚
- 桉樹
- 玉蘭
- 茶花
- 杜鵑
- 春羽
- 水杉
- 福氏臭椿
- 克氏茶
- 葛量洪茶
- 金花茶
- 南洋杉
- 旅人蕉
- 王棕
- 寶塔樹
- 細葉桉
- 第倫桃
- 南西北
- 楓香樹
- 仙人掌

## 附近觀光熱點
- 香港公園
- 太平山山頂：從花園道的登山纜車總站，乘搭山頂纜車前往。

## 開放時間
- 噴泉平台花園：每天06:00-22:00
- 植物溫室：每天09:00-16:30
- 其他部分：每天06:00-19:00

## 外部連結
- 康樂及文化事務署 － 香港動植物公園 （页面存档备份，存于）
- 【遊走中環】賞花看動物 香港動植物公園︱kennechu.info （页面存档备份，存于）